# Choerospondias axillaris
Choerospondias axillaris är en sumakväxtart som först beskrevs av William Roxburgh, och fick sitt nu gällande namn av B.L. Burtt & A.W. Hill. Choerospondias axillaris ingår i släktet Choerospondias och familjen sumakväxter. Utöver nominatformen finns också underarten C. a. pubinervis.